# Eastman (Georgia)
Eastman ist eine Stadt und zudem der County Seat des Dodge County im US-Bundesstaat Georgia mit 4962 Einwohnern (Stand: 2010).

## Geographie
Eastman liegt rund 200 Kilometer südöstlich von Atlanta.

## Geschichte
Die Stadt wurde erstmals im Jahr 1840 besiedelt und ist nach dem William Pitt Eastman benannt, der ihr einen großen Teile seines Landbesitzes gestiftet hat. In der Vergangenheit wurde sie als Paris of the Wiregrass bezeichnet und genoss den Ruf eins hohen kulturellen Niveaus. Die in der Stadt ansässige Stuckey Candy Plant erfreut sich lokaler Berühmtheit und hat Eastman zu ihrem Spitznamen als Candy Capital of Georgia verholfen.

## Demographische Daten
Laut der Volkszählung von 2010 verteilten sich die damaligen 4962 Einwohner auf 2009 bewohnte Haushalte, was einen Schnitt von 2,33 Personen pro Haushalt ergibt. Insgesamt bestehen 2342 Haushalte.
61,1 % der Haushalte waren Familienhaushalte (bestehend aus verheirateten Paaren mit oder ohne Nachkommen bzw. einem Elternteil mit Nachkomme) mit einer durchschnittlichen Größe von 3,00 Personen. In 33,2 % aller Haushalte lebten Kinder unter 18 Jahren sowie in 28,5 % aller Haushalte Personen mit mindestens 65 Jahren.
28,6 % der Bevölkerung waren jünger als 20 Jahre, 25,7 % waren 20 bis 39 Jahre alt, 23,8 % waren 40 bis 59 Jahre alt und 21,8 % waren mindestens 60 Jahre alt. Das mittlere Alter betrug 37 Jahre. 47,1 % der Bevölkerung waren männlich und 52,9 % weiblich.
58,8 % der Bevölkerung bezeichneten sich als Weiße, 36,5 % als Afroamerikaner, 0,3 % als Indianer und 1,0 % als Asian Americans. 2,5 % gaben die Angehörigkeit zu einer anderen Ethnie und 0,9 % zu mehreren Ethnien an. 4,7 % der Bevölkerung bestand aus Hispanics oder Latinos.
Das durchschnittliche Jahreseinkommen pro Haushalt lag bei 33.243 USD, dabei lebten 24,3 % der Bevölkerung unter der Armutsgrenze.

## Sehenswürdigkeiten
Folgende Objekte sind mit Stand von 2025 im National Register of Historic Places verzeichnet:
- Dodge County Courthouse
- Dodge County Jail
- Eastman Bus Station
- William Pitt Eastman House
- Peabody School
- Williamson Mausoleum at Orphans Cemetery

## Verkehr
Eastman liegt an den U.S. Highways 23 und 341 sowie an den Georgia State Routes 27, 46, 87 und 117.
Der nächste Flughafen ist der rund 190 Kilometer südlich gelegene Valdosta Regional Airport.

## Bildung
Eastman verfügt über vier öffentliche Schulen, die Dodge County High School, South Dodge Elementary School, North Dodge Elementary School und die Dodge County Middle School. Weiters befindet sich eine öffentliche Bibliothek in der Stadt.

## Kriminalität
Die Kriminalitätsrate lag im Jahr 2010 mit 660 Punkten (US-Durchschnitt: 266 Punkte) im hohen Bereich. Es gab drei Vergewaltigungen, acht Raubüberfälle, 41 Körperverletzungen, 79 Einbrüche, 401 Diebstähle und acht Autodiebstähle.

## Söhne und Töchter der Stadt
- Robert Burton (1895–1962), Schauspieler
- Tempest Storm (1928–2021), Burlesque-Tänzerin und Filmschauspielerin
- Hank Mobley (1930–1986), Tenorsaxophonist und Komponist
- W. S. Stuckey (* 1935), Politiker
- Martha Hudson (* 1939), Leichtathletin und Olympiasiegerin